# Koronás hantmadár
A koronás hantmadár (Oenanthe leucopyga) a madarak osztályának a verébalakúak (Passeriformes) rendjéhez és a  légykapófélék (Muscicapidae) családjához tartozó faj.

## Rendszerezése
A fajt Christian Ludwig Brehm német ornitológus írta le 1855-ben, a Vitiflora nembe Vitiflora leucopyga néven.

## Alfajai
- Oenanthe leucopyga aegra Hartert, 1913
- Oenanthe leucopyga ernesti Meinertzhagen, 1930
- Oenanthe leucopyga leucopyga (C. L. Brehm, 1855)[2]

## Előfordulása
Algéria, Bahrein,  Csád, Dzsibuti, az Egyesült Arab Emírségek, Egyiptom, Eritrea, Etiópia, Irán, Izrael, Jordánia, Jemen Kuvait, Líbia, Mali, Mauritánia, Marokkó, Niger, Nigéria, Nyugat-Szahara, Omán, Palesztina, Szaúd-Arábia, Szíria, Szudán és Tunézia területén honos. Kóborlásai során eijut Európába, Ciprus, az Egyesült Királyság, Görögország, Málta, Németország és Törökország területére is. 
Természetes élőhelyei a szubtrópusi vagy trópusi száraz cserjések, füves puszták és forró sivatagok, sziklás környezetben. Állandó, nem vonuló faj.

## Megjelenése
Testhossza 17 centiméter, testtömege 23–39 gramm.

## Életmódja
Gerinctelenekkel, kis gerincesekkel és gyümölcsökkel táplálkozik.

## Szaporodása

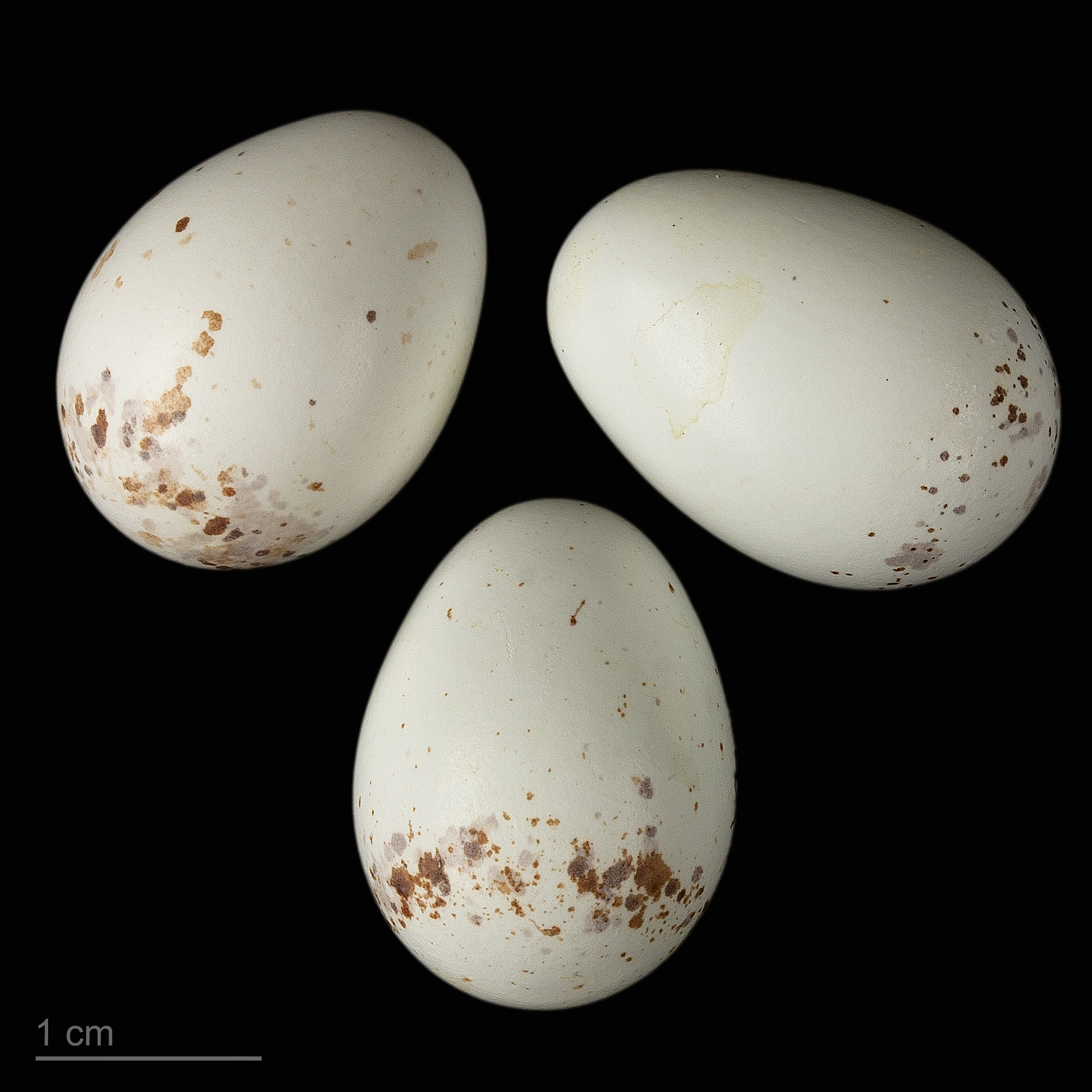
Oenanthe leucopyga leucopyga

Fészekalja 3-5 tojásból áll.

## Természetvédelmi helyzete
Az elterjedési területe rendkívül nagy, egyedszáma pedig stabil. A Természetvédelmi Világszövetség Vörös listáján nem fenyegetett fajként szerepel.